# Écozone afrotropicale

Biomes de l'écozone afrotropicale

| - 01. Forêts de feuillus humides tropicales et subtropicales - 02. Forêts de feuillus sèches tropicales et subtropicales - 07. Prairies, savanes et brousses tropicales et subtropicales - 08. Prairies, savanes et brousses tempérées - 09. Prairies et savanes inondables - 10. Prairies et brousses d'altitude - 12. Forêts, bois et maquis méditerranéens - 13. Déserts et brousses xériques - 14. Mangroves |

L'écozone afrotropicale est une des huit écozones ou régions biogéographiques terrestres.
Elle correspond essentiellement à l'Afrique subsaharienne et inclut Madagascar ainsi que le sud de l'Arabie,. Pour certains, il comprend encore le sud de l'Iran et le sud-ouest du Pakistan, ainsi que les îles de l'ouest de l'Océan Indien.
Madagascar et les îles avoisinantes forment une sous-région distincte de l'écozone, avec de nombreuses espèces endémiques, telles que les lémuriens. Madagascar et les Seychelles sont d'anciens morceaux du supercontinent Gondwana qui se sont séparés de l'Afrique il y a environ 120 millions d'années. D'autres îles de l'océan Indien, telles que les Comores ou les Mascareignes sont d'origine volcaniques et de formation plus récente.
La région du Cap, dans la partie sud de l'Afrique, correspond à un climat méditerranéen. Elle héberge de nombreuses espèces endémiques et des familles telles que les Proteaceae, également présentes dans l'écozone australasienne.

## Écorégion 1 de type:Forêts décidues humides tropicales et subtropicales
Forêts des Comores (Comores)

Forêts côtières de la Cross, de la Sanaga et de Bioko (Cameroun, Guinée équatoriale, Nigeria)

Forêts d'altitude d'Afrique orientale (Kenya, Soudan, Tanzanie)

Forêts d'altitude d'Éthiopie (Éthiopie)

Forêts d'altitude de Knysna et Amatole (Afrique du Sud)

Forêts d'altitude du mont Cameroun et de Bioko (Cameroun, Guinée équatoriale)

Forêts d'altitude du rift Albertin (République démocratique du Congo, Burundi, Rwanda, Tanzanie, Ouganda)

Forêts d'altitude guinéennes (Guinée, Côte d'Ivoire, Liberia, Sierra Leone)

Forêts de Guinée orientale (Bénin, Ghana, Côte d'Ivoire, Togo)

Forêts de l'Arc oriental (Tanzanie, Kenya)

Forêts transitionnelles de la Cross et du Niger (Nigeria)

Forêts des basses terres de Madagascar (Madagascar)

Forêts des basses terres du Nord-Est du Congo, (République démocratique du Congo, République centrafricaine)

Forêts des basses terres humides de São Tomé-et-Principe (Sao Tomé-et-Principe)

Forêts des basses terres nigériennes (Bénin, Nigeria)

Forêts des hauts plateaux camerounais (Cameroun, Nigeria)

Forêts des Mascareignes (Maurice, Réunion)

Forêts des basses terres du centre du Congo (République démocratique du Congo)

Forêts des Seychelles granitiques (Seychelles)

Forêts équatoriales côtières de l'Atlantique (Angola, Cameroun, République démocratique du Congo, Congo, Guinée équatoriale, Gabon)

Forêts marécageuses du Congo occidental (République démocratique du Congo, Congo)

Forêts marécageuses du delta du Niger (Nigeria)

Forêts subhumides de Madagascar (Madagascar)

Mosaïque forestière côtière du Cap et du KwaZulu (Afrique du Sud)

Mosaïque forestière côtière du Maputaland (Mozambique, Eswatini, Afrique du Sud)

Mosaïque forestière côtière nord de Zanzibar et d'Inhambane (Kenya, Somalie, Tanzanie)

Mosaïque forestière côtière sud du Zanzibar-Inhambane (Malawi, Mozambique, Tanzanie, Zimbabwe)

Forêts marécageuses du Congo oriental

## Écorégion 2 de type:Forêts décidues sèches tropicales et subtropicales
Forêts décidues sèches de Madagascar (Madagascar)

Forêts sèches du Cap-Vert (Cap-Vert)

Forêts sèches zambéziennes à Cryptosepalum (Zambie, Angola)

## Écorégion 7 de type:Prairies, savanes et brousses tropicales et subtropicales
Broussailles et prairies de l'ìle de l'Ascension (Ascension)

Broussailles et prairies de Sainte-Hélène (Sainte-Hélène)

Bush de l'Afrique du Sud (Botswana, Afrique du Sud, Zimbabwe)

Bush et fourrés à Acacia et Commiphora du Nord (Éthiopie, Kenya, Soudan, Ouganda)

Bush et fourrés à Acacia et Commiphora du Sud (Kenya, Tanzanie)

Forêts claires à Acacia et Baikiaea du Kalahari (Botswana, Namibie, Afrique du Sud, Zimbabwe)

Forêts claires à Baikiaea du Zambèze (Angola, Botswana, Namibie, Zambie, Zimbabwe)

Forêts claires à Mopane de l'Angola (Angola, Namibie)

Forêts claires à Mopane du Zambèze (Botswana, Malawi, Mozambique, Namibie, Afrique du Sud, Eswatini, Zambie, Zimbabwe)

Formation buissonnante et fourré décidus à Acacia et Commiphora de la Somalie (Érythrée, Éthiopie, Kenya, Somalie, Soudan)

Fourrés d'Itigi et de Sumbu (Tanzanie, Zambie)

Miombo de l'Angola (Angola)

Miombo du Sud (Malawi, Mozambique, Zambie, Zimbabwe)

Miombo oriental (Mozambique, Tanzanie)

Miombo zambézien central (Angola, Burundi, République démocratique du Congo, Malawi, Tanzanie, Zambie)

Mosaïque de forêt-savane du bassin du Victoria (Burundi, Kenya, Rwanda, Tanzanie, Ouganda)

Mosaïque de forêt-savane du Congo du Nord (Cameroun, République centrafricaine, République démocratique du Congo, Soudan, Ouganda)

Mosaïque de forêt-savane du Congo du Sud (Angola, République démocratique du Congo)

Mosaïque de forêt-savane du Congo occidental (Angola, République démocratique du Congo, Congo)

Mosaïque de forêt-savane guinéenne (Bénin, Burkina Faso, Cameroun, Gambie, Ghana, Guinée, Guinée-Bissau, Côte d'Ivoire, Nigeria, Sénégal, Togo)

Mosaïque du plateau Mandara (Cameroun, Nigeria)

Prairies volcaniques du Serengeti (Tanzanie)

Prairies zambéziennes occidentales (Angola, Zambie)

Savane d'acacia sahélienne (Burkina Faso, Cameroun, Tchad, Érythrée, Éthiopie, Mali, Mauritanie, Niger, Nigeria, Sénégal, Soudan)

Savane soudanienne occidentale (Bénin, Burkina Faso, Gambie, Ghana, Guinée, Côte d'Ivoire, Mali, Niger, Nigeria, Sénégal)

Savane soudanienne orientale (Cameroun, République centrafricaine, Tchad, République démocratique du Congo, Érythrée, Éthiopie, Soudan, Ouganda)

## Écorégion 8 de type:Prairies, savanes et brousses tempérées
Broussailles et prairies de Tristan da Cunha et de Gough (Île Tristan da Cunha, Ile Gough)

Forêts claires d'altitude d'Al Hajar et Al Gharbi (Oman)

Prairies tempérées d'Amsterdam et de Saint-Paul (Île Amsterdam, Île Saint-Paul) 

## Écorégion 9 de type:Prairies et savanes inondables
Prairies inondables sahariennes (Soudan, Soudan du Sud)

Prairies inondables zambéziennes (Angola, Botswana, République démocratique du Congo, Malawi, Mozambique, Tanzanie, Zambie)

Prairies inondables zambéziennes côtières (Mozambique)

Savanes inondables du delta intérieur du Niger (Mali)

Savanes inondables du lac Tchad (Cameroun, Tchad, Nigeria)

Zone halophytique d'Afrique orientale (Kenya, Tanzanie)

Zone halophytique du Pan d'Etosha (Namibie)

Zone halophytique zambézienne (Botswana)

## Écorégion 10 de type:Prairies et brousses d'altitude
Bush et fourrés du Maputaland-Pondoland (Mozambique, Afrique du Sud, Eswatini)

Fourrés éricoïdes de Madagascar (Madagascar)

Landes d'altitude d'Afrique de l'Est (Kenya, Soudan, Tanzanie, Ouganda)

Landes d'altitude éthiopiennes (Éthiopie)

Landes d'altitude du Ruwenzori et des Virunga (République démocratique du Congo, Rwanda, Ouganda)

Mosaïque de prairies et de forêts d'altitude du Malawi austral (Malawi, Mozambique)

Mosaïque de prairies et de forêts d'altitude du rift du Sud (Malawi, Tanzanie)

Mosaïque de prairies et de forêts d'altitude du Zimbabwe oriental (Mozambique, Zimbabwe)

Mosaïque de prairies et de forêts de l'Angola (Angola)

Mosaïque de prairies et de forêts du plateau de Jos (Nigeria)

Prairies du Highveld (Lesotho, Afrique du Sud)

Prairies et forêts claires d'altitude éthiopiennes (Éthiopie)

Prairies et zones boisées de haute montagne du Drakensberg (Lesotho, Afrique du Sud)

Prairies, zones boisées et forêts d'altitude du Drakensberg (Lesotho, Afrique du Sud, Eswatini)

Savanes et forêts claires de l'escarpement Angolais (Angola)

## Écorégion 12 de type:Forêts, bois et maquis méditerranéens
Fourrés d'Albany (Afrique du Sud)

Fynbos et renosterveld de basses terres (Afrique du Sud)

Fynbos et renosterveld d'altitude (Afrique du Sud)

## Écorégion 13 de type:Déserts et brousses xériques
Broussailles xériques de l'île d'Aldabra (Seychelles)

Broussailles xériques de l'île de Socotra (Yémen)

Broussailles xériques des iles Europa et Bassas da India (Bassas da India, île Europa)

Brousses et prairies d'Hobyo (Somalie)

Brousses et prairies xériques éthiopiennes (Djibouti, Érythrée, Éthiopie, Somalie)

Brousses et prairies xériques masaï (Éthiopie, Kenya)

Désert côtier à brouillard de la péninsule Arabique (Oman, Arabie saoudite, Yémen)

Désert côtier de la mer Rouge (Égypte, Soudan)

Désert côtier érythréen (Djibouti, Érythrée)

Désert du Kaokoveld (Angola, Namibie)

Désert du Namib (Namibie)

Désert et semi-désert du golfe d'Oman (Oman, Émirats arabes unis)

Forêts claires d'altitude du Sud-Ouest de l'Arabie (Arabie saoudite, Yémen)

Forêts claires de la savane namibienne (Namibie)

Forêts claires succulentes de Madagascar (Madagascar)

Forêts claires xériques d'altitude de l'Ouest du Sahara (en)  (Algérie, Mali, Mauritanie et Niger)

Forêts claires xériques d'altitude de l'Est du Sahara (Tchad, Soudan)

Forêts claires xériques d'altitude de Somalie (Somalie)

Fourrés épineux de Madagascar (Madagascar)

Karoo-Namib (Namibie, Afrique du Sud)

Karoo succulent (Afrique du Sud, Namibie)

Karoo nama (Afrique du Sud, Namibie)

Savanes des contreforts du Sud-Ouest de l'Arabie (Oman, Arabie saoudite, Yémen)

Savanes xériques du Kalahari (Botswana, Namibie, Afrique du Sud)

## Écorégion 14 de type:Mangrove
Mangroves d'Afrique centrale (Angola, Cameroun, République démocratique du Congo, Guinée équatoriale, Gabon, Ghana, Nigeria)

Mangroves d'Afrique australe (Mozambique, Afrique du Sud)

Mangroves d'Afrique orientale (Kenya, Mozambique, Tanzanie)

Mangroves de Madagascar (Madagascar)

Mangroves guinéennes (Sénégal, Gambie, Guinée-Bissau, Guinée, Sierra Leone, Liberia, Côte d'Ivoire)